# Radrennbahn Herne Hill

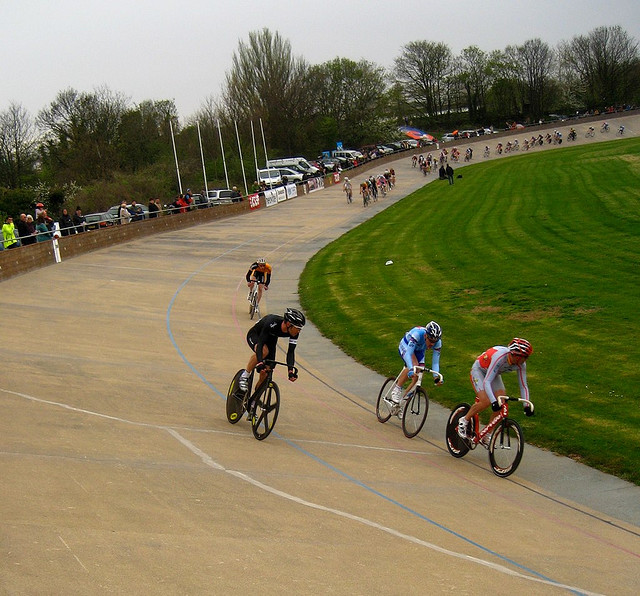
Rennen auf der Radrennbahn Herne Hill (2009)

Die Radrennbahn Herne Hill ist eine der ältesten und traditionsreichsten Radrennbahnen in Großbritannien. 1948 fanden dort die Bahnradsport-Wettbewerbe der Olympischen Spiele 1948 statt.
Die Radrennbahn in Herne Hill wurde 1891 auf Initiative eines der renommiertesten Amateur-Radrennfahrer von England, George Lacy Hillier, erbaut. Sie war rund 450 Meter lang, bestand aus gewalztem Schotter, und im Innenraum gab es eine Aschenlaufbahn sowie eine Spielfläche für Rugby. Innerhalb von fünf Jahren wurde die Bahn nach und nach umgebaut; sie erhielt flache Kurven und teilweise mit Holz ausgelegte Geraden. In den 1920er und 1930er Jahren hatte die Bahn ihre Hochzeit, als über 10 000 Zuschauer zu den Rennen mit internationaler Spitzenbesetzung kamen. Populärstes Rennen war das international besetzte Good Friday Meeting, das seit 1903 ausgetragen wird. Während des Ersten Weltkriegs fanden im Innenraum der Bahn die Heimspiele des Fußballvereins Crystal Palace statt.
1948 war die Radrennbahn in einem sehr schlechten Zustand, weil sie während des Zweiten Weltkriegs für die Lagerung von Schutzsandsäcken gegen die Bombardierung benutzt worden war. Für die Olympischen Spiele wurde sie mit privaten Mitteln renoviert und die Fahrfläche aus einem neuartigen Bitumen gegossen. Die Bahn, die bisher dem Radsportverband National Cycling Union gehört hatte, wechselte in das Eigentum des Greater London Council. Zur großen Enttäuschung der britischen Radsport-Fans verlor das heimische Radsportidol Reg Harris im Olympia-Finale des Sprint-Rennens gegen den Italiener Mario Ghella.
Ende der 1980er Jahre wurde an gleicher Stelle für 1,5 Millionen GBP eine neue Bahn errichtet, geplant wurde sie von dem australischen Radrennbahn-Architekten Ron Webb. Sie hatte steilere Kurven als ihre Vorgängerin und erhielt eine Oberfläche aus einem synthetischen Gießharz. 2005 wurde die Bahn geschlossen, dann aber vom lokalen Verein „VC Londres“ in Kooperation mit dem britischen Radsportverband „British Cycling“ übernommen und aus privaten Mitteln erneuert. Protagonist einer Kampagne zum Erhalt der Bahn war der mehrfache Bahn-Weltmeister und Olympiasieger Bradley Wiggins, der seine Karriere in Herne Hill begann. Noch heute sind ein Teil der vorhandenen Tribünen die originalen aus dem Jahr 1891. 2011 wurde die Oberfläche der Radrennbahn zum wiederholten Male erneuert.
Von 1987 bis zur Eröffnung des London Olympic Velodrome im Jahre 2011 war „Herne Hill“ die einzige Radrennbahn in London. Heute wird sie hauptsächlich zu Trainingszwecken und für lokale Radsportveranstaltungen genutzt.